# Палми (Италия)
Вижте пояснителната страница за други значения на Палми.
Па̀лми (на италиански: Palmi, на местен диалект Parmi, Парми) е град и община в Южна Италия, провинция Реджо Калабрия, регион Калабрия. Разположен е на 228 m надморска височина. Населението на общината е 19 026 души (към 2014 г.).